# Bungarus andamanensis
Bungarus andamanensis là một loài rắn trong họ Rắn hổ. Loài này được Biswas & Sanyal mô tả khoa học đầu tiên năm 1978.